# Präsynaptische Endigung

Erregungsübertragung von Nervenzelle A mit der Präsynapse zu Zelle B mit der Postsynapse –
1 Mitochondrium, 2 synaptisches Vesikel, 3 Autorezeptor, 4 synaptischer Spalt mit freigesetzten ungebundenen Neurotransmittern, 5 postsynaptischer Rezeptor, 6 Calciumkanal, 7 Exocytose des Vesikels, 8 aktiver Transport durch die Zellmembran

Präsynaptische Endigung, auch (Synapsen-) Endknöpfchen (französisch bouton terminal) oder Axonterminale, heißt das Ende eines Neuriten bzw. Axons einer Nervenzelle (Neuron), sofern es den präsynaptischen Teil einer chemischen Synapse bildet.
Die wichtigste Funktion einer präsynaptischen Region oder Präsynapse ist die signalbezogene Freisetzung von Neurotransmittern. Diese liegen hier gespeichert in synaptischen Vesikeln vor und werden bei Ankommen von Aktionspotentialen aus der präsynaptischen Nervenzelle durch Exozytose in den synaptischen Spalt freigesetzt. Anschließend können die Transmitter an spezifische Rezeptoren auf der Membran der postsynaptischen Nervenzelle gebunden werden und darüber zu zellulären Signalen führen (Postsynapse).
In den sogenannten En-passant-Synapsen ist der präsynaptische Teil (als bouton en passant) nicht das Ende des Axons, sondern eine Verdickung in dessen Verlauf, mit allen Bestandteilen und Funktionen einer Präsynapse.